# گل آفتابی گسترده (سرده)
گل آفتابی گسترده (نام علمی: Fumana) نام یک سرده از تیره گل‌آفتابیان است.